# Długa rachuba

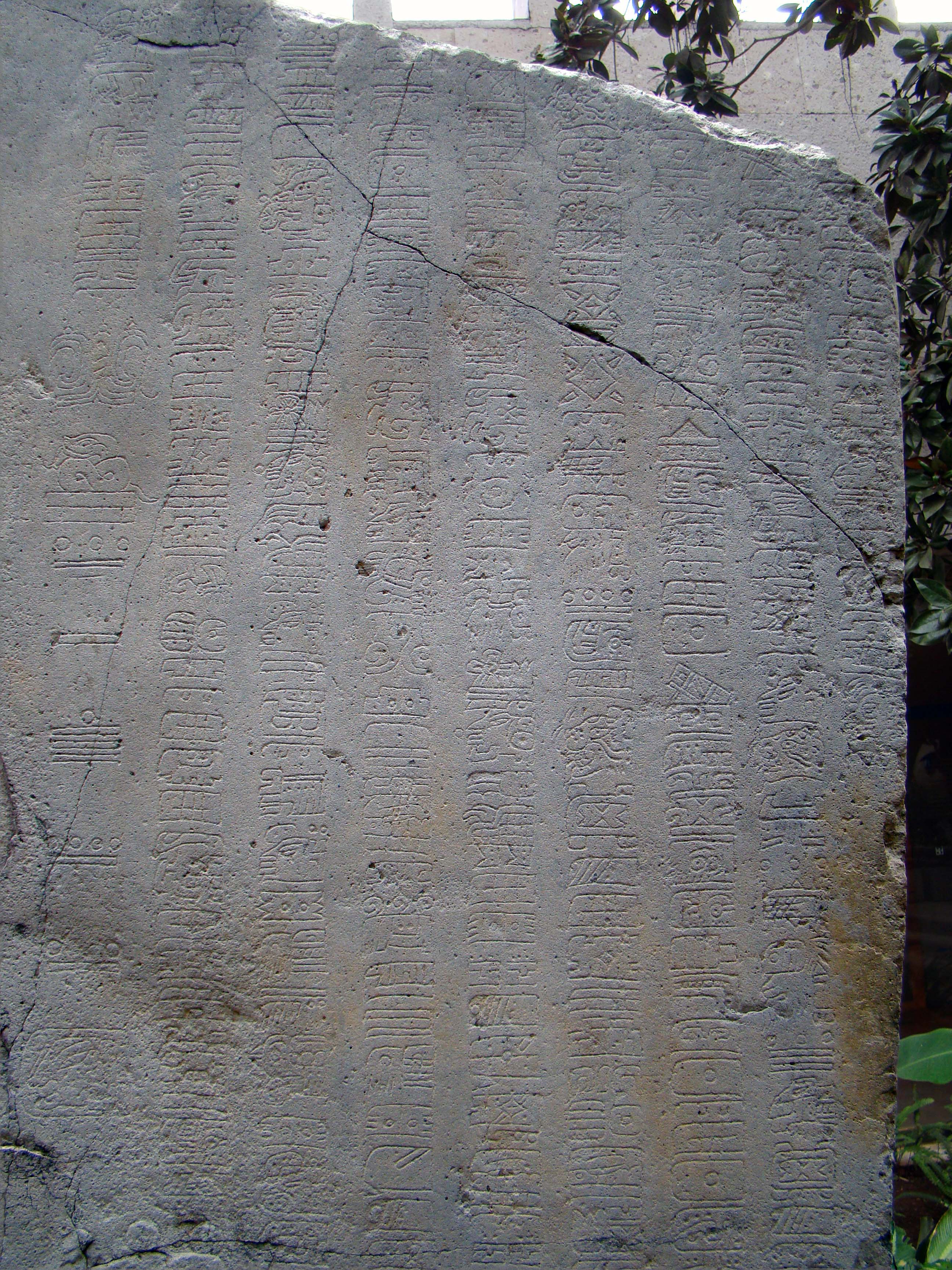
Stela 1 z La Mojarra, na której zapisano dwie daty w długiej rachubie

Długa rachuba – mezoamerykański kalendarz, który wraz z rytualnym kalendarzem tzolkin i świeckim haab tworzył zsynchronizowany kalendarz Majów. Za pomocą długiej rachuby liczono dni od pewnej daty zerowej, uznawanej za mityczny początek. Badacze zwykle obliczają ten punkt na 13 sierpnia 3114 roku p.n.e. choć podawane są też daty 10 i 11 sierpnia oraz 6 września.

## Historia
Nie wiadomo kiedy dokładnie powstała długa rachuba oraz dlaczego czas w niej liczono od tej właśnie daty zerowej. Za jej twórców najczęściej uznaje się Olmeków, gdyż najstarsze zachowane daty (36 rok p.n.e.) odkryto na tzw. Steli 2 w Chiapa de Corzo w Meksyku. Niektórzy badacze, jak profesor Vincent Malmström, uważają, że jeszcze starsze zapiski mogą znajdować się na steli z Takalik Abaj w Gwatemali, która może być datowana na lata między 236 a 19 rokiem p.n.e. Jednakże ze względu na bardzo zły stan inskrypcji nie można jednoznacznie potwierdzić dat. Część spośród najstarszych odkrytych zapisków długiej rachuby zostało zapisanych w stylu epi-olmeckim, a nie majańskim, co sugeruje że Majowie nie stworzyli tego systemu, lecz go przejęli. Pierwszym jednoznacznie majańskim artefaktem z zapiskiem długiej rachuby jest tzw. Stela 29 z Tikál datowana na 292 rok n.e.

## Zasada funkcjonowania
Mezoamerykanie dzięki kalendarzowi haab, który splatał się w jeden cykl z kalendarzem tzolkin, mogli precyzyjnie określać daty w półwiecznym cyklu trwającym około 52 lat. Jednakże z uwagi na liniową naturę czasu nie mogli odróżniać poszczególnych cykli, więc wprowadzili długą rachubę, w której zliczali dni od pewnej daty zerowej. Daty w tym systemie składały się z liczby dni (kin), 20-dniowych „miesięcy” (uinal), 360-dniowych „lat” (tun), „dekad” po 7200 dni (katun) oraz „wieków” liczących 144 000 dni (baktun), które upłynęły od daty zerowej.
Archeolodzy obecnie zapisują je w postaci pięciu cyfr oddzielonych kropkami. Przykładowo data 11 października 1492 roku to 11.13.12.4.3, przy czym pierwsza liczba oznacza „wiek”, a ostatnia „dzień”. Choć było to tylko pięć pozycji, przewidziano, że trzeba będzie wprowadzić kolejne. Majańscy kapłani przewidzieli ich aż 19, z których najdłuższy przedział czasu zwany alautun liczył 23 040 000 000 dni, czyli ok. 63 milionów lat. Natomiast aktualną datę Majowie zapisywali w systemie dwudziestkowym pozycyjnym, wyróżniając odcinki czasu:
- 1 kin = 1 dzień
- 1 uinal = 20 kin
- 1 tun = 18 uinal = 360 kin
- 1 katun = 20 tun = 360 uinal = 7200 kin
- 1 baktun = 20 katun = 400 tun = 7200 uinal = 144 000 kin

Po baktunie następowały jednostki jeszcze wyższego rzędu, które kończyły się na alauntunie.
Zgodnie z tym systemem zapisu daty dzisiejsza data (20 marca 2025) w długiej rachubie to 13.0.12.7.12.

### Wykorzystanie zera
Majowie datę początkową długiej rachuby zapisywali jako 13.0.0.0.0. 4 ahau 8 cumhu. W aspekcie matematycznym wykorzystane zera były „prawdziwymi” zerami i pełniły dwie funkcje. Po pierwsze nie identyfikowano ich z nicością, lecz uznawano iż można nimi manipulować w działaniach, a po drugie traktowano zero jako wyznacznik miejsca w pozycyjnych systemach liczbowych. Na jednej ze steli w Tres Zapotes znajduje się data 7.16.6.16.18 (32 rok p.n.e.), co wskazuje na to, że Olmekowie już wówczas korzystali ze wszystkich trzech kalendarzy oraz znali pojęcie zera, choć sam jego symbol w inskrypcji nie występuje. Jednakże bez niego raczej nie mogliby stworzyć długiej rachuby. Z tego powodu archeolodzy dość ostrożnie sądzą, że wynalezienie zera musiało mieć miejsce jakiś czas przed powstaniem steli, a co za tym idzie, kilka wieków przed jego pojawieniem się w Indiach.

## Problem korelacji
Ponieważ długa rachuba wyszła z użytku w X wieku, a po przybyciu do Nowego Świata Hiszpanie zniszczyli wiele zabytków z danymi, pojawił się problem korelacji kalendarza Majów z kalendarzem gregoriańskim. Na przestrzeni lat pojawiło się wiele rozwiązań, lecz za najbardziej wiarygodną uznano metodę datowania Goodmana-Martineza-Thompsona (GMT), którą przedstawił w 1905 roku Joseph Goodman. Później została ona nieco zmodyfikowana przez innych badaczy.